# أندي جتمانز
أندي جتمانز (بالعبرية: אנדי גוטמנס) هو مبرمج إسرائيلي ذو أصول سويسرية وهو مطور بي إتش بي وأحد مؤسسي زند تكنولوجيز. جتمانز مُتخرج من معهد تكنيون بحيفا ، وقد قام هو وزميله زيف سوراسكي بإنشاء بي إتش بي 3 عام 1997. في عام 1999، قاما بكتابة محرك زند الذي هو قلب بي إتش بي 4، وأسسا زند تكنولوجيز. الاسم زند مكون من إسميهما زيف Zeev وأندي Andi.
جتمانز عضو في مؤسسة برمجيات أباتشي ، وقد رُشح لجائزة مؤسسة البرمجيات الحرة للتقدم في البرمجيات الحرة عام 1999.